# Muniswamy Rajagopal
Muniswamy Rajagopal (ur. 24 marca 1926, zm. 3 marca 2004 w Bengaluru) – indyjski hokeista na trawie. Złoty medalista olimpijski z Helsinek.
Muniswamy zaczął grać w hokeja na trawie w 1945 roku w lokalnej drużynie. Jego przydomek to „The Artful Dodger”.
Brał udział tylko w Igrzyskach Olimpijskich 1952. W meczu ćwierćfinałowym reprezentacja Indii zmierzyła się z Austrią, z którą wygrała 4:0. W meczu półfinałowym trafili na Wielką Brytanię, z którą indyjscy hokeiści wygrali 3:1. Zaś w meczu finałowym zmierzyli się z Holandią, z którą wygrali 6:1. Wystąpił w każdym z tych meczów, nie strzelając żadnego gola, lecz zdobył złoty medal. Po zakończeniu kariery został trenerem.